# Юксовское озеро
Ю́ксовское озеро — озеро в Подпорожском районе Ленинградской области.

## Географические сведения
Из озера вытекает река Святуха, левый приток Свири. С юго-западной стороны в озеро впадает река Шимакса, с юга — Веранда, а с востока — Вашкуса. Озеро имеет сильно вытянутую форму с северо-востока на юго-запад.

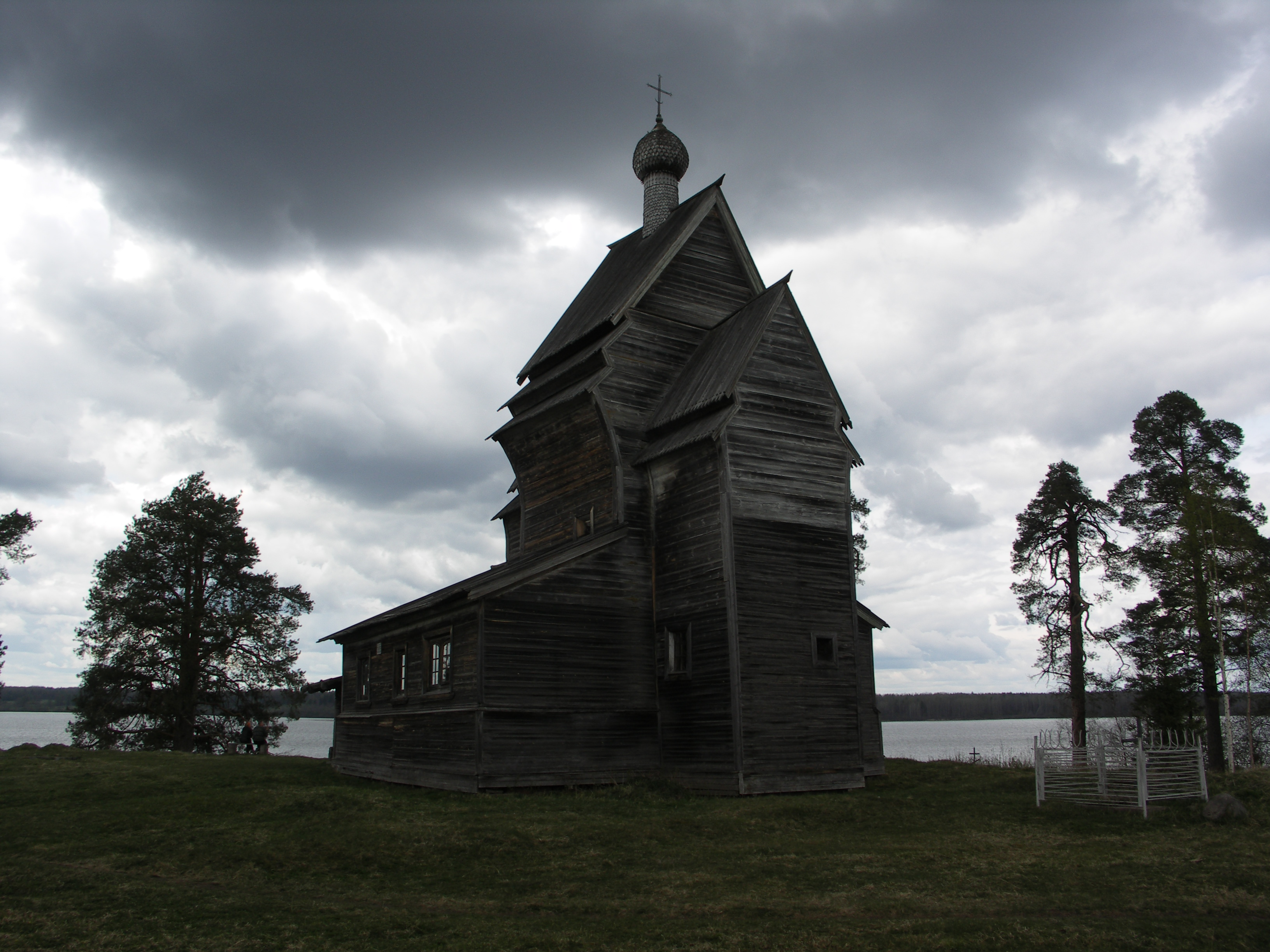
Церковь святого Георгия Победоносца (1493 или 1543 года) в деревне Родионово на берегу Юксовского озера

Находится на высоте 43 м над уровнем моря. Восточный берег холмистый, западный — невысокий, полого спускаютщийся к воде. Вокруг озера раскинулись еловые леса и осиновые рощи, в низинах — кустарники.
В Юксовском озере водятся щука, лещ, окунь, елец, краснопёрка, судак, на притоках — бобры и выдры.
На берегах озера есть деревни Соболевщина, Родионово, Конец, Габаново.

## Данные водного реестра
По данным государственного водного реестра России относится к Балтийскому бассейновому округу, водохозяйственный участок реки — Свирь без бассейна Онежского озера, речной подбассейн реки — Свирь (включая реки бассейна Онежского озера). Относится к речному бассейну реки Нева (включая бассейны рек Онежского и Ладожского озера).
Код объекта в государственном водном реестре — 01040100711102000014993.